# Liste der Biografien/Gif
Liste der Biografien |
Portal Biografien |
Personensuche
# |
A |
B |
C |
D |
E |
F |
G |
H |
I |
J |
K |
L |
M |
N |
O |
P |
Q |
R |
S |
T |
U |
V |
W |
X |
Y |
Z |
?
 
Ga |
Gb |
Gc |
Gd |
Ge |
Gf |
Gh |
Gi |
Gj |
Gk |
Gl |
Gm |
Gn |
Go |
Gp |
Gq |
Gr |
Gs |
Gu |
Gv |
Gw |
Gy |
Gz
 
Gia |
Gib |
Gic |
Gid |
Gie |
Gif |
Gig |
Gih |
Gij |
Gik |
Gil |
Gim |
Gin |
Gio |
Gip |
Gir |
Gis |
Git |
Giu |
Giv |
Giw |
Giy |
Giz
Die Liste der Biografien führt alle Personen auf, die in der deutschsprachigen Wikipedia einen Artikel haben. Dieses ist eine Teilliste mit 54 Einträgen von Personen, deren Namen mit den Buchstaben „Gif“ beginnt.

## Gif

### Gifa
- Gifaldi, Sam (* 1984), US-amerikanischer Schauspieler und Synchronsprecher

### Giff
- Giff, Patricia Reilly (1935–2021), amerikanische Autorin und Lehrerin
- Giffard, George (1886–1964), britischer General
- Giffard, Godfrey († 1302), englischer Lordkanzler und Bischof von Worcester
- Giffard, Hardinge, 1. Earl of Halsbury (1823–1921), britischer Anwalt, Politiker, Mitglied des House of Commons und Regierungsmitglied
- Giffard, Henri (1825–1882), französischer LuftfahrtpionierHenri Giffard (1825–1882)

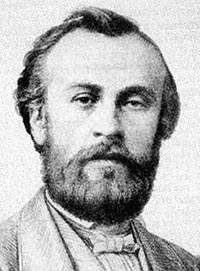
Henri Giffard (1825–1882)

- Giffard, John, 1. Baron Giffard (1232–1299), anglonormannischer Adliger und Militär
- Giffard, John, 2. Baron Giffard (1287–1322), anglonormannischer Adliger und Rebell
- Giffard, Nicolas (* 1950), französischer Schachspieler
- Giffard, Walter († 1279), englischer Geistlicher, Erzbischof von York und Lordkanzler
- Giffei, Herbert (1908–1995), deutscher Theaterpädagoge
- Giffei, Uwe (* 1972), deutscher Politiker (SPD), MdHB
- Giffen, Albert van (1884–1973), niederländischer Archäologe, Botaniker und Zoologe
- Giffen, Ernest C. (1888–1966), US-amerikanischer Soldat, Lehrer und Politiker
- Giffen, George (1859–1927), australischer Cricketspieler
- Giffen, Johann von, deutscher Jurist und Gesandter bei den Westfälischen Friedensverhandlungen
- Giffen, Keith (1952–2023), US-amerikanischer Comicautor und -zeichner
- Giffen, Robert (1837–1910), britischer Statistiker und Ökonom
- Giffen, Robert C. (1886–1962), US-amerikanischer Militär, Admiral der United States Navy
- Giffen, Walter (1861–1949), australischer Cricketspieler
- Giffey, Franziska (* 1978), deutsche Politikerin (SPD)Franziska Giffey (* 1978)

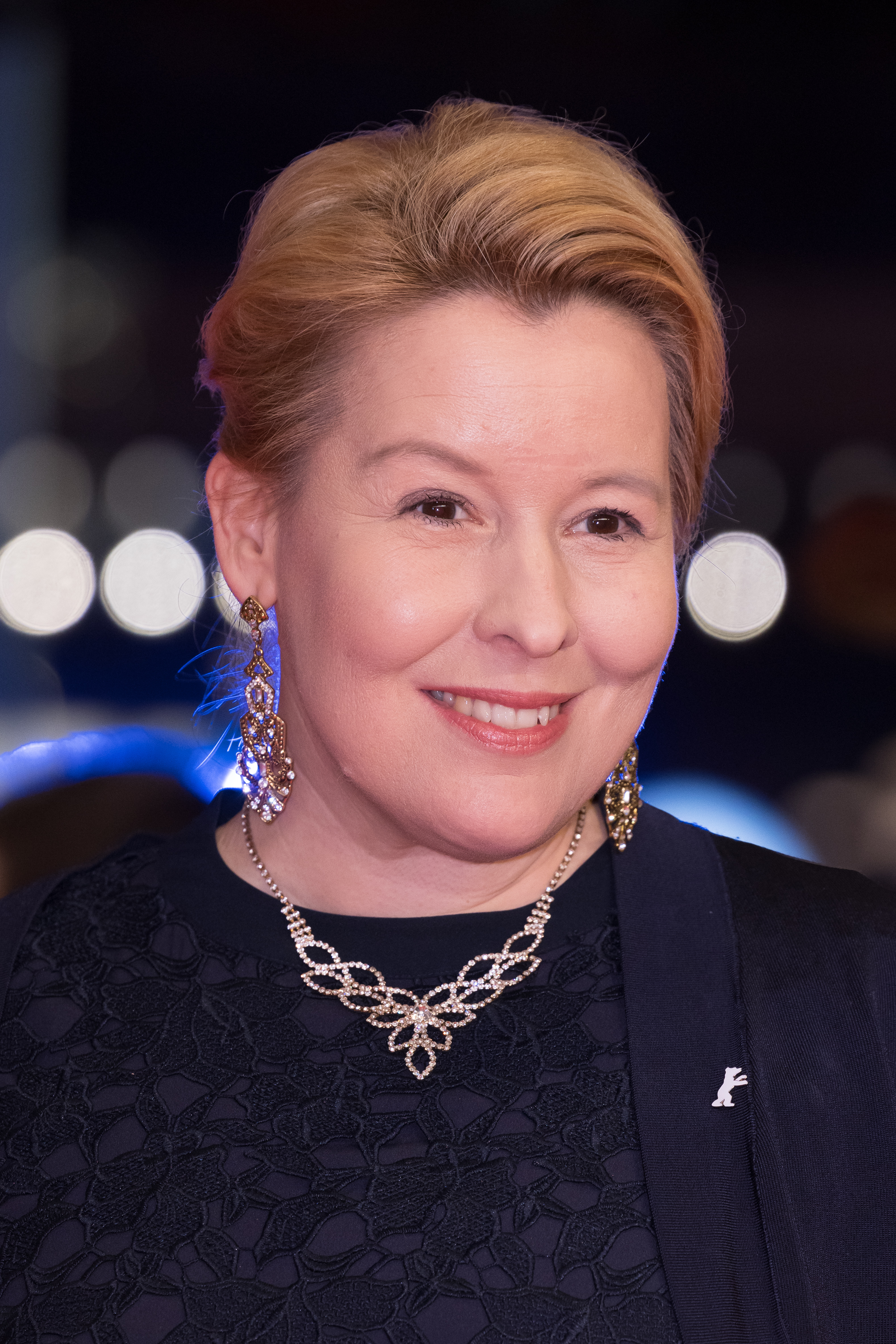
Franziska Giffey (* 1978)

- Giffey, Niels (* 1991), deutscher Basketballnationalspieler
- Giffhorn, Hans (* 1942), deutscher Kulturwissenschaftler
- Giffin, Merritt (1887–1911), US-amerikanischer Diskuswerfer
- Giffing, Samuel von (1760–1813), österreichischer Generalmajor
- Gifford, Barry (* 1946), US-amerikanischer Autor
- Gifford, Cassidy (* 1993), US-amerikanische Schauspielerin
- Gifford, Charles L. (1871–1947), US-amerikanischer Politiker
- Gifford, Charles, 5. Baron Gifford (1899–1961), britischer Offizier und Adliger
- Gifford, Edgar, 4. Baron Gifford (1857–1937), britischer Adliger
- Gifford, Edric, 3. Baron Gifford (1849–1911), britischer Offizier und Kolonialbeamter
- Gifford, Frances (1920–1994), US-amerikanische Schauspielerin
- Gifford, Frank (1930–2015), US-amerikanischer American-Football-Spieler und Fernsehmoderator
- Gifford, Gene (1908–1970), US-amerikanischer Jazzgitarrist und Arrangeur
- Gifford, Gilbert (1560–1590), englischer Doppelagent
- Gifford, Kathie Lee (* 1953), US-amerikanische Moderatorin und Schauspielerin
- Gifford, Oscar S. (1842–1913), US-amerikanischer Politiker
- Gifford, Richard (1725–1807), englischer Geistlicher und Dichter
- Gifford, Robert Swain (1840–1905), US-amerikanischer Landschaftsmaler
- Gifford, Robert, 1. Baron Gifford (1779–1826), britischer Jurist und Politiker, Mitglied des House of Commons
- Gifford, Robert, 2. Baron Gifford (1817–1872), britischer Adeliger
- Gifford, Rufus (* 1974), US-amerikanischer Diplomat
- Gifford, Sanford Robinson (1823–1880), US-amerikanischer Maler
- Gifford, Thomas (1937–2000), US-amerikanischer Schriftsteller
- Gifford, Walter Sherman (1885–1966), US-amerikanischer Wirtschaftsmanager und Diplomat
- Gifford, William (1756–1826), englischer Dichter und Übersetzer
- Giffords, Gabrielle (* 1970), US-amerikanische Politikerin
- Gifftheil, Ludwig Friedrich († 1661), Spiritualist

### Gifh
- Gifhorn, Werner (1938–2023), deutscher Politiker (SPD), MdL Niedersachsen

### Gift
- Gift, Roland (* 1961), britischer Musiker und SchauspielerRoland Gift (* 1961)

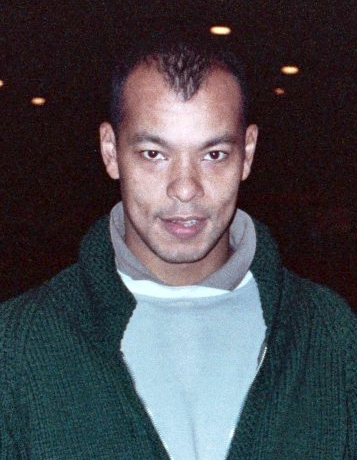
Roland Gift (* 1961)

- Giftos, Elaine (* 1945), US-amerikanische ehemalige Schauspielerin und Tänzerin
- Giftschütz, Franz (1748–1788), österreichischer Pastoraltheologe
- Giftschütz, Karl (1753–1831), österreichischer Lehrer, katholischer Priester und Erbauungsschriftsteller

### Gifu
- Gifune, Greg F. (* 1963), US-amerikanischer Autor von Thriller, Krimi und Horrorliteratur